# Montmurat
Montmurat är en kommun i departementet Cantal i regionen Auvergne-Rhône-Alpes i mitten av Frankrike. Kommunen ligger  i kantonen Maurs som ligger i arrondissementet Aurillac. År 2022 hade Montmurat 134 invånare.

## Befolkningsutveckling
Antalet invånare i kommunen Montmurat
Referens:INSEE